# GUID Partition Table

Tablica partycji GUID (GPT) – sposób zapisu informacji o partycjach na dysku twardym. W strukturze logicznej przypomina rozszerzone (extended) partycje MBR, czyli starszego typu.

## Geneza
Tradycyjne podejście do partycji zakłada istnienie w pierwszym sektorze dysku tablicy zawierającej cztery wpisy na temat partycji. Podejście takie okazuje się często niewystarczające i ogranicza użytkownika, zwłaszcza na współczesnych dyskach o pojemnościach przekraczających 2 TB, co stanowi limit rozmiaru w tradycyjnych partycjach. Limit ten bywa też przekraczany w macierzach dyskowych (rozmiar wolumenu logicznego może bez problemu przekraczać rozmiar fizycznych dysków w macierzy).

## Rozwiązanie
Dyski partycjonowane zgodnie ze standardami GPT zawierają dwupoziomową strukturę: jeden sektor opisujący tablicę partycji oraz właściwą tablicę partycji. Jej opis zawiera między innymi:
- liczbę pozycji w tablicy partycji
- rozmiar pozycji w tablicy partycji
- położenie zapasowej kopii opisu tablicy partycji
- położenie tablicy partycji
- unikatowy identyfikator dysku
- sumy kontrolne.

Opis ten znajduje się w drugim sektorze dysku (LBA 1).
Sama tablica partycji składa się z wpisów (może być ich 128 jak w Windows Server 2003) zawierających informację o:
- typie partycji
- unikatowym identyfikatorze
- początkowym i końcowym LBA
- atrybutach
- nazwie

## Zgodność
Aby zapewnić pewien poziom zgodności z rozwiązaniami bazującymi na tradycyjnych partycjach MBR, pierwszy sektor dysku (LBA 0) zapisywany jest w specjalny sposób. Tradycyjny sposób partycjonowania umieszcza w tym sektorze tablicę partycji MBR. Przy tworzeniu partycji GUID sektor ten zawiera informację, którą starsze systemy powinny zrozumieć w taki sposób, jak gdyby na dysku znajdowała się tylko jedna, zajmująca cały dysk partycja o typie 0xEE. W efekcie, bez świadomej decyzji użytkownika, starsze systemy nie nadpiszą partycji GUID, mimo że nie są w stanie prawidłowo ich zinterpretować.

## Możliwości
Zasadniczym celem stworzenia nowego standardu partycjonowania jest rozszerzenie możliwości systemu MBR tam, gdzie okazywał się niewystarczający. W szczególności zmieniono:
- stary standard adresacji sektorów CHS (cylinder, głowica, sektor) na stosowany obecnie LBA
- limit 32 bitów istniejący w partycjach MBR zmieniono na 64 bity LBA (limit wielkości partycji >2TB)
- zniesiono ograniczenie do 4 partycji MBR
- 8 bitów typu partycji MBR zastąpiono 128 bitami GUID

## Typy partycji
Każdy typ partycji ma swój GUID. Przykładowe wartości GUID to:
- 00000000-0000-0000-0000-000000000000 – niewykorzystana pozycja w tablicy partycji
- C12A7328-F81F-11D2-BA4B-00A0C93EC93B – partycja EFI
- 5808C8AA-7E8F-42E0-85D2-E1E90434CFB3 – partycja na informacje o partycjach danych systemu Microsoft Windows
- AF9B60A0-1431-4F62-BC68-3311714A69AD – partycja danych w systemie Microsoft Windows
- 0657FD6D-A4AB-43C4-84E5-0933C84B4F4F – partycja SWAP Linux